# Culicoides hewitti
Culicoides hewitti är en tvåvingeart som beskrevs av Ottis Robert Causey 1938. Culicoides hewitti ingår i släktet Culicoides och familjen svidknott. Inga underarter finns listade i Catalogue of Life.